# Georg Baur
Georg Baur, född 4 januari 1859 i Weisswasser, död 25 juni 1898 i München, var en tysk herpetolog, paleontolog och neo-lamarckist som studerade reptiler på Galápagosöarna, främst galapagossköldpaddor. Innan sitt arbete på Galápagosöarna verkade Bauer som assistent åt Othniel Charles Marsh vid Yale University. Åren 1890–1892 arbetade han som docent (lektor) i osteologi och paleontologi vid Clark University i Worcester (Massachusetts), och därefter som professor vid University of Chicago fram till sin död år 1898.